# كلاوديو أكيليني
كلاوديو أكيليني Claudio Achillini (1574 – 1640) كان فيلسوف ولاهوتي وعالم رياضيات وشاعر وقانوني إيطالي.
ولد في بولونيا، وهو حفيد الكاتب جيوفاني فيلوتيو أكيليني. درس القانون لعدة سنوات في بولونيا وبارما وفيرارا، وكان ذا شهرة كبيرة.

## روابط خارجية
- كلاوديو أكيليني على موقع ديسكوغز (الإنجليزية)